# مانون فیوروت
مانون فیوروت (انگلیسی: Manon Fiorot؛ زادهٔ ۱۷ فوریهٔ ۱۹۹۰) کاراته‌کا و ورزشکار هنرهای رزمی ترکیبی اهل فرانسه است. وی از سال ۲۰۱۸ میلادی تاکنون مشغول فعالیت بوده‌است.